# Aurelija Stancikienė
Aurelija Stancikienė (* 24. August 1966 in Panevėžys) ist eine litauische Politikerin, Mitglied des Seimas.

## Leben
1990 absolvierte sie das Diplomstudium an der Kunstakademie Vilnius und wurde Architektin-Restauratorin und arbeitete am Institut für Denkmalsanierung und Design (Paminklų restauravimo ir projektavimo institutas). Von 2005 bis 2008 war sie Direktorin des Nationalparks Kurische Nehrung. Ab 2007 war sie Mitglied im Rat der Gemeinde Neringa. Von 2008 bis 2012 war sie für die Partei Tėvynės Sąjunga – Lietuvos krikščionys demokratai Mitglied im Seimas.

## Familie
Aurelija Stancikienė ist mit Dalius Stancikas, einem Journalisten verheiratet und hat die Kinder Austėja, Lija, Alna, Petras, Elena.